# بیلی السون
بیلی السون (انگلیسی: Billy Elson؛ 1865 – ۱۹۳۷ (۷۱−۷۲ سال)) بازیکن فوتبال بود.
از باشگاه‌هایی که در آن بازی کرده‌است می‌توان به باشگاه فوتبال پورت ویل اشاره کرد.